# Eumenides Dorsum
L'Eumenides Dorsum è una struttura geologica della superficie di Marte.